# Londigny
Londigny é uma comuna francesa na região administrativa da Nova Aquitânia, no departamento de Charente. Estende-se por uma área de 9,67 km². Em 2010 a comuna tinha 258 habitantes (densidade: 26,7 hab./km²).